# Sprittusch
Sprittusch er en pen- eller markeringspen med filtspids udført i fiber, hvor farven er blandet med xylen eller toluen (alkohol eller "sprit"), et giftigt opløsningsmiddel, som let fordamper. Sprittuscher giver en permanent, det vil sige vandresistent, delvis vaskeægte streg, der sætter sig på alt fra papir til glatte, ikke-porøse materialer såsom plastik, glas, metal og sten. Tagging med sprittuscher er ofte meget svært at vaske af. Indholdet i traditionelle sprittuscher er i dag i mange tilfælde erstattet af mindre skadelige opløsningsmidler. Dette gælder for eksempel, pantone – samt andre markeringspenne i forskellige farver beregnet til professionelle designere og illustratorer.